# Reophacidae
Reophacidae es una familia de foraminíferos bentónicos de la Superfamilia Hormosinoidea, del Suborden Hormosinina y del Orden Lituolida. Su rango cronoestratigráfico abarca desde el Ordovícico medio hasta la Actualidad.

## Discusión
Clasificaciones previas rebajaban Reophacidae a la categoría de subfamilia (Subfamilia Reophacinae) dentro de la Familia Hormosinidae, y la incluían en el Suborden Textulariina o en el Orden Lituolida Estas mismas clasificaciones consideraban a la Subfamilia Reophacinae dentro de Hormosinidae, y agrupaban los géneros de la Subfamilias Polychasmininae y Cuneatinae en esta última subfamilia.

## Clasificación
Reophacidae incluye a las siguientes subfamilia y géneros:
- Subfamilia Reophacinae
  - Adelungia †
  - Hormosinoides
  - Leptohalysis
  - Nodulina
  - Reophax

Otros géneros considerados en Reophacidae son:
- Ammofrondicularia, aceptado como Reophax
- Lituolina, aceptado como Reophax
- Proteonina, aceptado como Reophax
- Reophaxopsis, aceptado como Reophax
- Silicina, aceptado como Reophax